# クラグリン
クラグリン（Kraglin）は、マーベル・コミックが出版するコミック作品に登場するキャラクターである。スタン・リーとドン・ヘック、アーニー・ハートによって創造され、1963年8月の『テイルズ・トゥ・アストニッシュ』第46号でデビューした。彼は“ラヴェジャーズ”のメンバーである。

## 発行履歴
クラグリンは惑星“A-チリターIII”のエイリアン種族“A-チリタリアン”であり、多面的な目と毛皮のような紫色の姿をしている。ハンク・ピム/アントマンとジャネット・ヴァン・ダイン/ワスプに敗れた一回限りのヴィランとして登場した。
その出演の後、クラグリンはチャド・バウワーズ、クリス・シムズ、ダニロ・ベイルースによる2017年8月の『オール・ニュー・ガーディアンズ・オブ・ギャラクシー・アニュアル』第1号で復帰した。

### キャラクター経歴
クラグリンは、ギリシャで仲間のA-チリタリアンと共に地球を乗っ取る計画のため、モンスターの“サイクロプス”を利用して人々を捕獲させていたところ、アントマンとワスプに遭遇し、敗北した。
『シークレット・エンパイア』のストーリーでクラグリンは、ヨンドゥ・ウドンタの“ラヴェジャーズ”のメンバーとして再登場した。

## 能力
多面的な目により、一度に複数の方向を視認することができる。

## MCU版
マーベル・シネマティック・ユニバース（MCU）では、ショーン・ガンがクラグリン・オブフォンテリ（Kraglin Obfonteri）を演じる。日本語吹替は土田大が担当。
本項は、“アース616”（正史の宇宙）におけるクラグリンを主軸として表記する。

### キャラクター像
“ラヴェジャーズ”の一部隊の一等航海士兼船長補佐を務める長身痩躯の男性で、生まれた頃からラヴェジャーズとして生きてきたザンダー星人。船長であるヨンドゥ・ウドンタに忠実に付き従い、助力する。その一方で、ピーター・クイル/スター・ロードに思い入れを持つヨンドゥに若干不満を抱いていたが、少年時代のクイルをメンターとして鍛えていた時期もあった。みすぼらしいラヴェジャーズのジャケットに身を包み、ドラックスやネビュラに馴れ馴れしく接して睨まれたり、宇宙船内での待機中に1人で音楽を聴きながら寛ぐなど、どこか三枚目的な様子も見せる。
“ザ・ブリップ”後には、クイルたち“ガーディアンズ・オブ・ザ・ギャラクシー”に加わり、彼らと行動を共にするようになる。

### 『ホワット・イフ...?』版
“アース21818”のクラグリン。ヨンドゥ・ウドンタの部下であるラヴェジャーズの一員として働くものの、後述の失態を犯すなど、正史のクラグリンと異なり、愚昧な部下として描写される。

### ツール
ディスラプター銃
右腰に下げたホルスターハーネスに挿して携行するハンドガン。
ヤカの矢
“ヤカメタル”製の一本の矢。口笛を吹くことでコントロールし、敵を射抜く。
以前はヨンドゥが愛用していた武器だったが、彼の死後には、クイルにクラグリンへ受け継がれた。
フィン
ヤカの矢のコントローラー。ヨンドゥと同様に、ヤカの矢を入手したクラグリンの頭頂部に埋め込まれるようになる。

### 各作品における活躍
『ガーディアンズ・オブ・ギャラクシー』
本作でMCU初登場。ヨンドゥと同様にクイルの父親を知っている様子も見せた。
惑星“モラグでのクイル捜索からヨンドゥをサポートし、惑星“ザンダー”での戦闘でも自らMシップを操縦して“ダーク・アスター”を攻撃した。戦闘後のガーディアンズの下から去る際には「立派に育った彼を父親に引き渡さなくて良かったですね」と、クイルへの評価を混ぜてヨンドゥに話す。
『ガーディアンズ・オブ・ギャラクシー:リミックス』
本作においてもヨンドゥやガーディアンズをサポートする役割で登場する。
惑星“コントラクシア”でヨンドゥがアイーシャからガーディアンズ捕縛の依頼を引き受けると、自身もラヴェジャーズの一員として惑星“ベアハート”に出向き、そこにいたロケットをヨンドゥらと共に包囲したが、前述の不満から、テイザーフェイスらの謀反に乗じてヨンドゥを裏切ってしまう。
だがヨンドゥを支持する者全員を生身のまま宇宙空間に放逐して処刑させたテイザーフェイスに反感を抱き、ヨンドゥに頼まれて試作品のフィンを取りに行ったベビー・グルートを助けてヨンドゥに寝返ることになる。それからは宇宙船“クオドラント3”の操縦担当となり、“エゴの星”でエゴに挑むヨンドゥやガーディアンズたちに加わると、危機に瀕したガーディアンズたちをクオドラント3に乗せ、救出した。
事後はクイルへ、ヨンドゥがプレゼント用に買っていたZuneを渡し、代わりにヨンドゥの形見となったヤカの矢を引き継ぐ。そしてヨンドゥの葬儀を執り行ってくれたラヴェジャーズ全隊に感激し、ミッド・クレジットではヤカの矢を飛ばす練習をするも、使いこなせずに誤ってドラックスの肩を射抜いてしまった。
『アベンジャーズ/エンドゲーム』のクライマックスにおける最終決戦に参戦している設定で、撮影も行われたが、クラグリンが登場した場面はカットされた。
『ホワット・イフ...?』シーズン1第2話
アース21818におけるクラグリンが登場。1988年にヨンドゥからクイルの拉致を命じられた際には、“ヴィブラニウム”のエネルギー反応を捉えて“ワカンダ”に赴き、見た目だけでなく人種まで間違えてティ・チャラを回収する失態を犯した。
現代においては、コントラクシアに赴き、アイアン・ロータスでこれまでの活躍などの話題で盛り上がったほか、過激な思想を未だに持つサノスに苦言を呈した後に、タニリーア・ティヴァン/コレクターから“エンバーズ・オブ・ジェネシス”を盗むためのミーティングを行い、皆と共に“ノーウェア”へ向かって到着すると、作戦に従ってサノスやコラス、テイザーフェイスと乱闘騒ぎを起こす囮役を務めてプロキシマ・ミッドナイトに投獄された。しかし、ネビュラに救われて逃亡をはじめ、“マンデラ号”を操縦して彼女やサノスたちと共に蔦に覆われたノーウェアからの脱出に成功した。
物語のラストでは、ティ・チャラたちと共に地球のワカンダを再訪し、会食が始まると、「“ジャンプ”は最高さ、顔が潰れるけどね」とワカンダの役人に話す。
『ソー:ラブ&サンダー』
本作から、ガーディアンズの一員として活動するようになる。
『ガーディアンズ・オブ・ギャラクシー ホリデー・スペシャル』

『ガーディアンズ・オブ・ギャラクシー:VOLUME 3』

## その他のメディア

### テレビアニメ
『ガーディアンズ・オブ・ギャラクシー』のシーズン2第15話『Back in Black』に、MCU版と同様の外観で登場。ジェームズ・アーノルド・テイラーが声をあてた。

### ゲーム
『LEGO マーベル スーパー・ヒーローズ 2 ザ・ゲーム』では、MCU版と同様の外観で登場した。